# トミー・ロブレド
トミー・ロブレド・ガルセス（Tommy Robredo Garces, 1982年5月1日 - ）は、スペイン・ジローナ県オスタルリック出身の男子プロテニス選手。自己最高ランキングはシングルス5位、ダブルス16位。これまでにATPツアーでシングルス12勝、ダブルス5勝を挙げている。身長180cm、体重75kg、右利き、バックハンド・ストロークは片手打ち。彼の父親はロックバンド「ザ・フー」の大ファンで、お気に入りのロック・オペラ『トミー』にちなんで息子にこの名前をつけた。
2006年ハンブルク・マスターズ優勝。デビスカップにも出場しデビスカップスペイン代表の優勝に貢献。

## 選手経歴
5歳からテニスを始める。ジュニア時代には、1998年の「オレンジボウル選手権」（ジュニアテニス選手の登龍門と言われる大会）の16歳以下の部門で優勝し、2000年全仏オープンの男子ジュニア部門で準優勝がある。2001年全豪オープンで4大大会にデビューし、同年の全仏オープンでいきなりエフゲニー・カフェルニコフとの4回戦まで進出した。この年は全米オープンでもアンディ・ロディックとの4回戦に進出し、年間最終ランキングで30位以内に入った。
ロブレドは2003年全仏オープン3回戦で第1シードのレイトン・ヒューイットを4-6, 1-6, 6-3, 6-2, 6-3の逆転で破った。 ヒューイットは先に2セットを取りながらも続く3セットをロブレドに逆転されて敗退する。勢いに乗ったロブレドは、4回戦で過去3度優勝のグスタボ・クエルテンを破り、大会前年優勝者アルベルト・コスタとの準々決勝まで進出した。2004年はアテネ五輪のスペイン代表選手に選ばれ、男子シングルス3回戦まで進出している。オリンピック終了後、彼は2004年全米オープンの男子ダブルスで、当時18歳のラファエル・ナダルと組んでベスト4に入った。2005年は全仏オープンで2年ぶり2度目の準々決勝に進出し、ニコライ・ダビデンコに6-3, 1-6, 2-6, 6-4, 4-6のフルセットで敗れた。
2006年5月第3週に行われたのハンブルク・マスターズで、ロブレドは決勝でラデク・ステパネクを6-1, 6-3, 6-3で破って優勝した。このマスターズ大会での優勝により、ロブレドは初めての世界ランキングトップ10入りが確定した。ウィンブルドン選手権終了後、7月第2週にスウェーデン・オープンの決勝でニコライ・ダビデンコを破り、ツアー通算4勝目を挙げた。2007年度の4大大会では、ロブレドは全豪オープンと全仏オープンの2大会連続でベスト8に進んだが、どちらも準々決勝でロジャー・フェデラーに連敗した。
2009年全仏オープンで、ロブレドはシングルス・ダブルスの両部門でベスト8に入った。シングルスの準々決勝は2年ぶり4度目で、第5シードのフアン・マルティン・デル・ポトロに3-6, 4-6, 2-6でストレート負けした。ダブルスでは同じスペインのマルク・ロペスとペアを組み、初進出の準々決勝でブライアン兄弟に6-7, 6-4, 6-7で敗れた。
ロブレドは初出場した2001年全豪オープン以来、10年に渡って4大大会に連続出場を続けてきたが、2011年全仏オープンを故障のため欠場し4大大会連続出場が41大会で止まった。
2013年4月のハサン2世グランプリで2年ぶりに決勝に進出しケビン・アンダーソンを7–6(6), 4–6, 6–3で破り2年ぶりのツアー11勝目を挙げた。全仏オープンでは3回戦でガエル・モンフィス、4回戦でニコラス・アルマグロを破り4年ぶりのベスト8に進出した。2回戦からの3試合は2セットダウンからの逆転勝ちであった。準々決勝ではダビド・フェレールに2-6, 1-6, 1-6で敗れた。全米オープンでは4回戦で過去10戦全敗だったフェデラーを7-6(3), 6-3, 6-4で破り全米では初めてベスト8に進出した。準々決勝では優勝したラファエル・ナダルに0-6, 2-6, 2-6で完敗した。
2014年8月のシンシナティ・マスターズでは3回戦で世界ランキング1位のノバク・ジョコビッチに7-6(6), 7-5で勝利し、前述の2003年全仏オープン3回戦のヒューイット戦以来11年ぶりに世界ランキング1位に勝利した。
10月バレンシア・オープン500準決勝にて通算500勝を達成。男子スペイン人選手では史上5人目。
2015年4月21日バルセロナ・オープン・バンコ・サバデル2回戦に勝利し、クレーコート通算250勝達成。
ロブレドは2022年のバルセロナ・オープンを最後に現役を引退した。

## プレースタイル
ストローク戦が得意なオフェンシブ・ベースライナー。フォアハンド・片手バックハンド両方のトップスピンショットで相手を翻弄する。

## ATPツアー決勝進出結果

### シングルス: 23回 (12勝11敗)
| 大会グレード                            |
| グランドスラム (0-0)                    |
| ATPワールドツアー・ファイナル (0-0)     |
| ATPワールドツアー・マスターズ1000 (1-0) |
| ATPワールドツアー・500シリーズ (1-3)    |
| ATPワールドツアー・250シリーズ (10–8)   |

| サーフェス別タイトル |
| ハード (1–4)         |
| クレー (11-7)        |
| 芝 (0-0)             |
| カーペット (0-0)     |

| 結果   | No. | 決勝日         | 大会               | サーフェス    | 対戦相手                 | スコア                  |
| ------ | --- | -------------- | ------------------ | ------------- | ------------------------ | ----------------------- |
| 準優勝 | 1.  | 2001年4月15日  | カサブランカ       | クレー        | ギリェルモ・カナス       | 5–7, 2–6                |
| 優勝   | 1.  | 2001年7月29日  | ソポト             | クレー        | アルベルト・ポルタス     | 1–6, 7–5, 7–6(2)        |
| 準優勝 | 2.  | 2003年7月20日  | シュトゥットガルト | クレー        | ギリェルモ・コリア       | 2–6, 2–6, 1–6           |
| 優勝   | 2.  | 2004年5月2日   | バルセロナ         | クレー        | ガストン・ガウディオ     | 6–3, 4–6, 6–2, 3–6, 6–3 |
| 準優勝 | 3.  | 2005年5月1日   | エストリル         | クレー        | ガストン・ガウディオ     | 1–6, 6–2, 1–6           |
| 準優勝 | 4.  | 2006年4月30日  | バルセロナ         | クレー        | ラファエル・ナダル       | 4–6, 4–6, 0–6           |
| 優勝   | 3.  | 2006年5月21日  | ハンブルク         | クレー        | ラデク・ステパネク       | 6–1, 6–3, 6–3           |
| 優勝   | 4.  | 2006年7月16日  | ボースタード       | クレー        | ニコライ・ダビデンコ     | 6–2, 6–1                |
| 準優勝 | 5.  | 2007年1月14日  | オークランド       | ハード        | ダビド・フェレール       | 4–6, 2–6                |
| 優勝   | 5.  | 2007年8月5日   | ソポト             | クレー        | ホセ・アカスソ           | 7–5, 6–0                |
| 準優勝 | 6.  | 2007年9月16日  | 北京               | ハード        | フェルナンド・ゴンサレス | 1–6, 6–3, 1–6           |
| 優勝   | 6.  | 2007年10月7日  | メス               | ハード (室内) | アンディ・マリー         | 0–6, 6–2, 6–3           |
| 準優勝 | 7.  | 2008年6月15日  | ワルシャワ         | クレー        | ニコライ・ダビデンコ     | 3–6, 3–6                |
| 優勝   | 7.  | 2008年7月13日  | ボースタード       | クレー        | トマーシュ・ベルディハ   | 6–4, 6–1                |
| 優勝   | 8.  | 2009年2月14日  | コスタ・ド・サイペ | クレー        | トマス・ベルッシ         | 6–3, 3–6, 6–4           |
| 優勝   | 9.  | 2009年2月22日  | ブエノスアイレス   | クレー        | フアン・モナコ           | 7–5, 2–6, 7–6(5)        |
| 優勝   | 10. | 2011年2月6日   | サンティアゴ       | クレー        | サンティアゴ・ヒラルド   | 6–2, 2–6, 7–6(5)        |
| 優勝   | 11. | 2013年4月14日  | カサブランカ       | クレー        | ケビン・アンダーソン     | 7–6(6), 4–6, 6–3        |
| 優勝   | 12. | 2013年7月28日  | ウマグ             | クレー        | ファビオ・フォニーニ     | 6–0, 6–3                |
| 準優勝 | 8.  | 2014年7月27日  | ウマグ             | クレー        | パブロ・クエバス         | 3–6, 4–6                |
| 準優勝 | 9.  | 2014年9月28日  | 深圳               | ハード        | アンディ・マリー         | 7–5, 6–7(9), 1–6        |
| 準優勝 | 10. | 2014年10月26日 | バレンシア         | ハード (室内) | アンディ・マリー         | 6–3, 6–7(7), 6–7(8)     |
| 準優勝 | 11. | 2015年7月26日  | ボースタード       | クレー        | ブノワ・ペール           | 6–7(7–9), 3–6           |

### ダブルス: 11回 (5勝6敗)
| 結果   | No. | 決勝日         | 大会               | サーフェス    | パートナー                 | 対戦相手                                          | スコア           |
| ------ | --- | -------------- | ------------------ | ------------- | -------------------------- | ------------------------------------------------- | ---------------- |
| 準優勝 | 1.  | 2001年4月29日  | バルセロナ         | クレー        | フェルナンド・ビセンテ     | ドナルド・ジョンソン ジャレッド・パーマー         | 6–7(2), 4–6      |
| 優勝   | 1.  | 2004年1月11日  | チェンナイ         | ハード        | ラファエル・ナダル         | ジョナサン・エルリック アンディ・ラム             | 7–6(3), 4–6, 6–3 |
| 準優勝 | 2.  | 2005年5月1日   | エストリル         | クレー        | フアン・イグナシオ・チェラ | フランティシェク・チェルマク レオシュ・フリエドル | 3–6, 4–6         |
| 準優勝 | 3.  | 2005年7月24日  | シュトゥットガルト | クレー        | マリアノ・フッド           | ホセ・アカスソ セバスチャン・プリエト             | 6–7(4), 3–6      |
| 優勝   | 2.  | 2008年4月27日  | モンテカルロ       | クレー        | ラファエル・ナダル         | マヘシュ・ブパシ マーク・ノールズ                 | 6–3, 6–3         |
| 優勝   | 3.  | 2009年2月14日  | コスタ・ド・サイペ | クレー        | マルセル・グラノリェルス   | ルーカス・アーノルド・カー フアン・モナコ         | 6–4, 7–5         |
| 準優勝 | 4.  | 2009年11月8日  | バレンシア         | ハード (室内) | マルセル・グラノリェルス   | フランティシェク・チェルマク ミハル・メルティナク | 4–6, 3–6         |
| 準優勝 | 5.  | 2009年11月15日 | パリ               | ハード (室内) | マルセル・グラノリェルス   | ダニエル・ネスター ネナド・ジモニッチ             | 3–6, 4–6         |
| 優勝   | 4.  | 2011年1月15日  | オークランド       | ハード        | マルセル・グラノリェルス   | ヨハン・ブランシュトロム ステファン・フース       | 6–4, 7–6(6)      |
| 優勝   | 5.  | 2013年1月6日   | ブリスベン         | ハード        | マルセロ・メロ             | エリック・ブトラック ポール・ハンリー             | 4–6, 6–1, [10–5] |
| 準優勝 | 6.  | 2017年5月7日   | エストリル         | クレー        | ダビド・マレーロ           | ライアン・ハリソン マイケル・ビーナス             | 5–7, 2–6         |

## デビスカップ

### 優勝 (3)
| 年     | スペインチーム | ラウンド/相手                                                                                           |
| ------ | --- | --- |
| 2004年 | ラファエル・ナダル カルロス・モヤ トミー・ロブレド フアン・カルロス・フェレーロ フェリシアーノ・ロペス アルベルト・マルティン       | 1R:チェコ 2–3 スペイン QF: スペイン 4–1 オランダ SF: スペイン 4–1 ・フランス FN: スペイン 3–2 アメリカ  |
| 2008年 | ラファエル・ナダル ダビド・フェレール フェルナンド・ベルダスコ フェリシアーノ・ロペス トミー・ロブレド ニコラス・アルマグロ         | 1R: ペルー 0–5 スペイン QF: ドイツ 1–4 スペイン SF: スペイン 4–1 アメリカ FN: アルゼンチン 1–3 スペイン |
| 2009年 | ラファエル・ナダル フェルナンド・ベルダスコ ダビド・フェレール フェリシアーノ・ロペス トミー・ロブレド フアン・カルロス・フェレーロ | 1R: スペイン 4–1 セルビア QF: スペイン 3–2 ドイツ SF: スペイン 4–1 イスラエル FN: スペイン 5–0 チェコ   |

## 4大大会シングルス成績
略語の説明
| W | F | SF | QF | #R | RR | Q# | LQ | A | Z# | PO | G | S | B | NMS | P | NH |

W=優勝, F=準優勝, SF=ベスト4, QF=ベスト8, #R=#回戦敗退, RR=ラウンドロビン敗退, Q#=予選#回戦敗退, LQ=予選敗退, A=大会不参加, Z#=デビスカップ/BJKカップ地域ゾーン, PO=デビスカップ/BJKカッププレーオフ, G=オリンピック金メダル, S=オリンピック銀メダル, B=オリンピック銅メダル, NMS=マスターズシリーズから降格, P=開催延期, NH=開催なし.
| 大会           | 2000 | 2001 | 2002 | 2003 | 2004 | 2005 | 2006 | 2007 | 2008 | 2009 | 2010 | 2011 | 2012 | 2013 | 2014 | 2015 | 2016 | 2017 | 通算成績 |
| -------------- | ---- | ---- | ---- | ---- | ---- | ---- | ---- | ---- | ---- | ---- | ---- | ---- | ---- | ---- | ---- | ---- | ---- | ---- | -------- |
| 全豪オープン   | LQ   | 1R   | 2R   | 1R   | 1R   | 3R   | 4R   | QF   | 2R   | 4R   | 1R   | 4R   | A    | 1R   | 4R   | 1R   | 2R   | A    | 21–15    |
| 全仏オープン   | LQ   | 4R   | 3R   | QF   | 4R   | QF   | 4R   | QF   | 3R   | QF   | 1R   | A    | A    | QF   | 3R   | 2R   | A    | 2R   | 37–14    |
| ウィンブルドン | A    | 2R   | 1R   | 3R   | 2R   | 1R   | 2R   | 2R   | 2R   | 3R   | 1R   | 1R   | A    | 3R   | 4R   | 1R   | A    | A    | 14–12    |
| 全米オープン   | LQ   | 4R   | 3R   | 1R   | 4R   | 4R   | 4R   | 3R   | 4R   | 4R   | 4R   | A    | 2R   | QF   | 4R   | 3R   | A    | A    | 35–14    |